# Synagoga v Bytomi
Bytomská synagoga se nacházela na náměstí Grundwaldzkém v polském městě Bytom (dříve německé Beuthen) ve Slezském vojvodství.
Tato synagoga vznikla roku 1869 na místě již nevyhovující staré z počátku 19. století, nová byla vybudována v pseudomaurském slohu. Pro věřící byla otevřena až do dob těsně před druhou světovou válkou. Během křišťálové noci z 9. na 10. listopadu 1938 ji nacistické jednotky SS a SA srovnaly se zemí.